# Roger Parker
Roger Parker (Londra, 2 agosto 1951) è un musicologo e docente britannico, fino al gennaio 2007 docente di musica al King's College London.
I suoi saggi sono incentrati sull'opera. Tra il 2006 e il 2010, mentre era professore di musica al Gresham College di Londra, Parker ha presentato quattro serie di conferenze pubbliche, una delle quali è stata "Verdi e Milano" nel 2007, disponibile in video.
Oltre a dedicarsi all'insegnamento, Parker è stato coeditore dell'edizione critica delle opere di Gaetano Donizetti per l'editore Ricordi. e consulente musicale dell'etichetta discografica britannica, Opera Rara, che ha commissionato rappresentazioni e registrazioni di opere rare di Donizetti come Belisario nel 2012 e Les Martyrs nel 2014. Ha presentato anche delle conversazioni alla radio su aspetti dell'opera, e tra questi quello su  "Verdi 200: Viva Verdi" su BBC radio 3 il 6 gennaio e il 13 ottobre 2013.

## Biografia
Ha studiato alla University of London, prima al Goldsmiths College e poi al King's College London dove ha ottenuto un PhD nel 1981. Nel 1982 si recò alla Cornell University a New York, dove ricoprì il ruolo di assistente e professore associato. Ritornato in Inghilterra per diventare docente (successivamente professore) e associato al St Hugh's College a Oxford, nel 1999 divenne professore di musica alla Cambridge University, dove fu associato al St John's College di Cambridge. Tra il 2005 e il 2006, tenne cattedra alla School of Arts and Humanities. Parker divenne docente lettore di Ernest Bloch alla University of California, Berkeley nel 2002 e, nel 2007, è stato visiting scholar all'Institute for Advanced Study di Princeton.

L'attenzione di Roger Parker si è incentrata nel campo della lirica italiana del XIX secolo. Per dieci anni è stato fondatore e co-editore (con Arthur Groos) del Cambridge Opera Journal, e redattore dell'Edizione critica delle opere di Gaetano Donizetti pubblicata in Italia da Casa Ricordi di Milano e negli Stati Uniti dalla University of Chicago Press, sotto gli auspici della Fondazione Donizetti. Il suo co-editore è Gabriele Dotto, che ha guidato la redazione di Ricordi nel periodo 1992-2001.
Altre edizioni critiche di opere di Donizetti in cui Parker ha dato il suo contributo sone quelle della Linda di Chamounix nel 2007 così come quei titoli che appaiono nella lista delle opere realizzate dal solo Parker, della Donizetti Society, come Lucrezia Borgia (1998) e Adelia. Inoltre, insieme a Dotto, co-autore dell'edizione critica di Lucia di Lammermoor che è stata presentata alla Royal Opera House, a Londra nel 2003 e della Manon Lescaut di Giacomo Puccini pubblicata da Ricordi nel 2013.
La ripresa dell'opera incompiuta di Donizetti, Le duc d'Albe, messa in scena nel 2012 dalla Vlaamse Opera, è stata su un'edizione critica di Parker.
Egli ha scritto sui lavori preparatori per questa edizione.
Per la preparazione, registrazione e presentazione della registrazione fatta da Opera Rara dell'opera Belisario di Donizetti nel 2012, è stato notato che l'opera è stata "eseguita nell'edizione di Sir Mark Elder, Roger Parker e Jurgen Selk, sulla base dell'edizione 2010 di Ottavio Sbragia". Per questo evento, Parker ha organizzato e tenuto una lunga conferenza pomeridiana sull'opera. Allo stesso modo, quando Les Martyrs è stata eseguita dall'Orchestra of the Age of Enlightenment a Londra nel novembre 2014, Roger Parker faceva parte de un gruppo di oratori comprendenti Flora Willson (che aveva preparato l'edizione critica) ed il biografo di Donizetti, Jonathan Keates.

## Premi
Ha ricevuto il "Premio Giuseppe Verdi" nel 1986, è stato Guggenheim Fellow nel 1986–87, e nel 1991 ha vinto la Dent Medal della Royal Musical Association. Nel 2008 è stato eletto Fellow of the British Academy, mentre, nel 2014, è stato nominato membro della Royal Swedish Academy of Music.

## Recenti pubblicazioni
- "Verdi the revolutionary? Let's separate fact from fiction",[15] The Guardian (London), 7 ottobre 2013
- Giacomo Puccini, Manon Lescaut, Milan: Ricordi, 2013. Editor, critical edition.[16]
- A History of Opera[17] (with Carolyn Abbate), London: Penguin Books, Ltd.; New York: W.W. Norton and Company, Inc., 2012
- The New Grove Guide to Verdi and his Operas, Oxford and New York: Oxford University Press, 2007
- Remaking the Song: Operatic Visions and Revisions from Handel to Berio, Berkeley & Los Angeles: University of California Press, 2006
- “The Opera Industry”, in Jim Samson, ed., The Cambridge History of Nineteenth-Century Music, Cambridge: Cambridge University Press, 2002, pp. 87–117
- "Philippe and Posa Act II: The Shock of the New", Cambridge Opera Journal, 14/1-2 (2002), pp. 133–47
- Gaetano Donizetti, Le convenienze ed inconvenienze teatrali, in Le opere di Gaetano Donizetti. Milan: Ricordi, 2002; vocal score, 2003. Joint editor of the critical edition with Anders Wiklund.
- Pensieri per un maestro: Studi in onore di Pierluigi Petrobelli, Turin: Einaudi, 2002. In collaborazione con l'editore Stefano La Via